# Луиза фон Насау-Диленбург
Луиза фон Насау-Диленбург (на немски: Luise von Nassau-Dillenburg; * 22 май 1623; † 17 ноември 1665, Диленбург) е графиня от Насау-Диленбург и чрез женитба графиня на Изенбург-Бюдинген в Офенбах на Майн.

## Биография
Тя е дъщеря на граф (от 1654 г. княз) Лудвиг Хайнрих фон Насау-Диленбург (1594 – 1662) и първата му съпруга графиня Катарина фон Сайн-Витгенщайн (1588 – 1651), дъщеря на Лудвиг I фон Сайн-Витгенщайн (1532 – 1605) и Елизабет фон Золмс-Лаубах (1549 – 1599).
Луиза се омъжва на 10 февруари 1646 г. в Диленбург за граф Йохан Лудвиг фон Изенбург-Бюдинген (* 14 февруари 1622, Бирщайн; † 23 февруари 1685, Офенбах на Майн). Тя е втората му съпруга. Нейната по-малка сестра Магдалена (1627 – 1663) се омъжва на 9 март 1662 г. за граф Кристиан Мориц (1626 – 1664), по-малък брат на нейния съпруг.
Луиза умира на 17 ноември 1665 г. на 42 години в Диленбург.

## Деца
Луиза и Йохан Лудвиг имат единадесет деца:
- Мария Катарина (* 20 април 1647, Бирщайн; † 14 март 1679, Офенбах?)
- Лудвиг Хайнрих (* 16 май 1648, Офенбах; † 20 май 1648, Офенбах)
- Филипина Луиза (* 9 юли 1649, Офенбах; † 5 февруари 1685, Офенбах)
- София Елизабет (* 10 юли 1650, Офенбах; † 3 септември 1692, Тиргартен при Бюдинген), омъжена на 12 април 1683 г. за граф Йохан Казимир фон Изенбург-Бюдинген (1660 – 1693)
- Шарлота Амалия (* 31 август 1651, Офенбах; † 6 април 1725), омъжена на 24 юни 1674 г. за граф Георг Вилхелм фон Сайн-Витгенщайн-Берлебург (1636 – 1684)
- Карл Лудвиг (* 27 юли 1653, Офенбах; † 5 декември 1675, Офенбах)
- Ернестина (1654)
- Йохан Филип (* 3 декември 1655, Офенбах; † 21 септември 1718, Филипсайх), граф на Изенбург-Офенбах-Ной Изенбург-Филипсайх (1685 – 1718), женен I. на 19 юли 1678 г. за пфалцграфиня Шарлота Амалия фон Цвайбрюкен-Ландсберг (1653 – 1707); II. на 22 юли 1708 г. за графиня Вилхелмина фон Сайн-Витгенщайн-Берлебург (1684 – 1731)
- Вилхелм Мориц I (* 3 август 1657, Офенбах; † 8 март 1711, Бирщайн), граф на Изенбург-Бирщайн (1685 – 1711), женен I. на 3 ноември 1679 г. за графиня Анна Амалия фон Изенбург-Бюдинген (1653 – 1700), II. 1700 г. за Анна Ернестина София фон Квернхайм († 1708), III. през 1709 г. за графиня Вилхелмина Елизабет фон Лайнинген-Дагсбург-Фалкенбург (1659 – 1733)
- Вилхелмина Юлиана (* 17 септември 1658, Офенбах; † 26 април 1675, Шаумбург)
- Кристиана (* 25 декември 1660, Офенбах; † 2 август 1710), омъжена 1693 г. за Фридрих Мориц Файгел фон Хайдерщет († сл. 1716)

Йохан Лудвиг фон Изенбург-Бюдинген се жени трети път на 27 януари 1666 г. в Офенбах на Майн за Мария Юлиана Билген († 1677), която получава титлата „фрайфрау фон Айзенберг“.